# US Open-mesterskabet i damedouble 2021
US Open-mesterskabet i damedouble 2021 var den 133. turnering om US Open-mesterskabet i damedouble. Turneringen var en del af US Open 2021 og blev spillet i USTA Billie Jean King National Tennis Center i New York City, USA i perioden 1. - 12. september 2021 med deltagelse af 64 par.
Mesterskabet blev vundet af Samantha Stosur og Zhang Shuai, der i finalen besejrede Cori Gauff og Catherine McNally med 6-3, 3-6, 6-3, og den australs-kinesiske duo vandt dermed deres anden grand slam-titel som makkere, efter at de tidligere havde sejret ved Australian Open i 2019. Stosur vandt US Open-mesterskabet i damedouble for anden gang, efter at hun i 2005 med Lisa Raymond som makker havde vundet titlen for første gang. Det var australierens fjerde grand slam-titel i damedouble i karrieren og hendes ottende grand slam-titel i alt. Zhang vandt sin første US Open-titel i damedouble og sin anden grand slam-titel i karrieren. Både Cori Gauff og Catherine McNally var i deres første grand slam-finale.
Laura Siegemund og Vera Zvonarjova var forsvarende mestre, men Siegmund var på grund af en skade forhindret i at deltage. I stedet var Zvonarjova tilmeldt med Jeļena Ostapenko som makker, men Ostapenko trak sig fra både single- og doublerækken på mesterskabets første dag.
Resultaterne medførte, at Hsieh Su-Wei overtog førstepladsen på WTA's verdensrangliste i double fra sin makker, Elise Mertens.
Carla Suárez Navarro spillede sin sidste kamp som professionel tennisspiller, da hun sammen med Sara Errani tabte i første runde til Gauff og McNally.

## Pengepræmier og ranglistepoint
Den samlede præmiesum til spillerne i damedouble androg $ 3.306.000 (ekskl. per diem), hvilket var en stigning på 54,2 % i forhold til året før, hvor turneringen til gengæld kun havde haft deltagelse af 32 par.
| Resultat               | Pengepræmier | Pengepræmier | Ændring ift. 2020 | WTA-point |
| Resultat               | Pr. par      | Total        | Ændring ift. 2020 | WTA-point |
| ---------------------- | ------------ | ------------ | ----------------- | --------- |
| Vindere (1)            | $ 660.000    | $ 660.000    | +65,0 %           | 2.000     |
| Finalister (1)         | $ 330.000    | $ 330.000    | +37,5 %           | 1.300     |
| Semifinalister (2)     | $ 164.000    | $ 328.000    | +26,2 %           | 780       |
| Kvartfinalister (4)    | $ 93.000     | $ 372.000    | +2,2 %            | 430       |
| Tabere i 3. runde (8)  | $ 54.000     | $ 432.000    | +8,0 %            | 240       |
| Tabere i 2. runde (16) | $ 34.000     | $ 544.000    | +13,3 %           | 130       |
| Tabere i 1. runde (32) | $ 20.000     | $ 640.000    | [ 3 ]             | 10        |
| Samlet præmiesum       | -            | $ 3.306.000  | +54,2 %           | -         |

## Turnering

### Deltagere
Hovedturneringen havde deltagelse af 64 par, der er fordelt på:
- 57 direkte kvalificerede par i form af deres ranglisteplacering.
- 7 par, der havde modtaget et wildcard.

#### Seedede par
I første omgang blev de 16 bedst placerede af parrene på WTA's verdensrangliste seedet, men efter at et af parrene meldte afbud, blev det 17.-bedste par også seedet.
| Seedning | Rang. | Spillere                                   | Resultat        |
| -------- | ----- | ------------------------------------------ | --------------- |
| 1        | 3     | Hsieh Su-Wei Elise Mertens                 | Kvartfinalister |
| 2        | 7     | Barbora Krejčíková Kateřina Siniaková      | Første runde    |
| 3        | 18    | Shuko Aoyama Ena Shibahara                 | Tredje runde    |
| 4        | 25    | Nicole Melichar-Martinez Demi Schuurs      | Første runde    |
| 5        | 28    | Gabriela Dabrowski Luisa Stefani           | Semifinalister  |
| 6        | 29    | Veronika Kudermetova Bethanie Mattek-Sands | Tredje runde    |
| 7        | 35    | Alexa Guarachi Desirae Krawczyk            | Semifinalister  |
| 8        | 47    | Darija Jurak Andreja Klepač                | Tredje runde    |
| 9        | 57    | Jeļena Ostapenko Vera Zvonarjova           | Meldte afbud    |
| 10       | 66    | Caroline Dolehide Storm Sanders            | Kvartfinalister |
| 11       | 71    | Cori Gauff Catherine McNally               | Finalister      |
| 12       | 79    | Nadiia Kitjenok Raluca Olaru               | Tredje runde    |
| 13       | 81    | Asia Muhammad Jessica Pegula               | Første runde    |
| 14       | 82    | Samantha Stosur Zhang Shuai                | Mestre          |
| 15       | 93    | Marie Bouzková Lucie Hradecká              | Kvartfinalister |
| 16       | 94    | Ellen Perez Květa Peschke                  | Anden runde     |
| 17       | 98    | Aleksandra Krunić Nina Stojanović          | Anden runde     |

#### Wildcards
Syv par modtog et wildcard til hovedturneringen.
| Par                                   | Resultat     |
| ------------------------------------- | ------------ |
| Usue Maitane Arconada Whitney Osuigwe | Første runde |
| Hailey Baptiste Emma Navarro          | Første runde |
| Madison Brengle Claire Liu            | Første runde |
| Lauren Davis Ingrid Neel              | Første runde |
| Makenna Jones Elizabeth Scotty        | Første runde |
| Ashlyn Krueger Robin Montgomery       | Anden runde  |
| Sania Mirza Coco Vandeweghe           | Første runde |

### Resultater

#### Kvartfinaler, semifinaler og finale
| Hsieh Su-Wei  |
| Elise Mertens |

| Cori Gauff        |
| Catherine McNally |

| Cori Gauff        |
| Catherine McNally |

| Marie Bouzková |
| Lucie Hradecká |

| Gabriela Dabrowski |
| Luisa Stefani      |

| Gabriela Dabrowski |
| Luisa Stefani      |

| Cori Gauff        |
| Catherine McNally |

| Caroline Dolehide |
| Storm Sanders     |

| Samantha Stosur |
| Zhang Shuai     |

| Samantha Stosur |
| Zhang Shuai     |

| Samantha Stosur |
| Zhang Shuai     |

| Alexa Guarachi   |
| Desirae Krawczyk |

| Alexa Guarachi   |
| Desirae Krawczyk |

| Monica Niculescu    |
| Elena-Gabriela Ruse |

#### Første, anden og tredje runde
| Hsieh Su-Wei  |
| Elise Mertens |

| Anna Kalinskaja   |
| Julija Putintseva |

| Hsieh Su-Wei  |
| Elise Mertens |

| Jekaterina Aleksandrova |
| Oksana Kalasjnikova     |

| Ulrikke Eikeri   |
| Elixane Lechemia |

| Ulrikke Eikeri   |
| Elixane Lechemia |

| Hsieh Su-Wei  |
| Elise Mertens |

| Greet Minnen        |
| Alison Van Uytvanck |

| Greet Minnen        |
| Alison Van Uytvanck |

| Ljudmyla Kitjenok |
| Makoto Ninomiya   |

| Greet Minnen        |
| Alison Van Uytvanck |

| Ivana Jorović         |
| L. Pattinama Kerkhove |

| Ellen Perez   |
| Květa Peschke |

| Ellen Perez   |
| Květa Peschke |

| Cori Gauff        |
| Catherine McNally |

| Sara Errani          |
| Carla Suárez Navarro |

| Cori Gauff        |
| Catherine McNally |

| Tereza Martincová   |
| Markéta Vondroušová |

| Tereza Martincová   |
| Markéta Vondroušová |

| Hayley Carter |
| Astra Sharma  |

| Cori Gauff        |
| Catherine McNally |

| Darja Kasatkina |
| Anett Kontaveit |

| Darija Jurak   |
| Andreja Klepač |

| Ann Li       |
| Alison Riske |

| Darja Kasatkina |
| Anett Kontaveit |

| Kateryna Bondarenko |
| Ankita Raina        |

| Darija Jurak   |
| Andreja Klepač |

| Darija Jurak   |
| Andreja Klepač |

| Nicole Melichar-Martinez |
| Demi Schuurs             |

| Anastasia Rodionova |
| Arina Rodionova     |

| Anastasia Rodionova |
| Arina Rodionova     |

| Kaitlyn Christian |
| Nao Hibino        |

| Anhelina Kalinina |
| Renata Voráčová   |

| Anhelina Kalinina |
| Renata Voráčová   |

| Anastasia Rodionova |
| Arina Rodionova     |

| Zarina Dijas     |
| Varvara Gratjeva |

| Marie Bouzková |
| Lucie Hradecká |

| Misaki Doi         |
| Anna-Lena Friedsam |

| Zarina Dijas     |
| Varvara Gratjeva |

| Makenna Jones    |
| Elizabeth Scotty |

| Marie Bouzková |
| Lucie Hradecká |

| Marie Bouzková |
| Lucie Hradecká |

| Aleksandra Krunić |
| Nina Stojanović   |

| Usue Maitane Arconada |
| Whitney Osuigwe       |

| Aleksandra Krunić |
| Nina Stojanović   |

| Hayley Baptiste |
| Emma Navarro    |

| Marta Kostjuk     |
| Dajana Jastremska |

| Marta Kostjuk     |
| Dajana Jastremska |

| Marta Kostjuk     |
| Dajana Jastremska |

| Mandy Minella      |
| Ljudmila Samsonova |

| Gabriela Dabrowski |
| Luisa Stefani      |

| Petra Martić  |
| Shelby Rogers |

| Petra Martić  |
| Shelby Rogers |

| Viktorija Golubic |
| Tamara Zidanšek   |

| Gabriela Dabrowski |
| Luisa Stefani      |

| Gabriela Dabrowski |
| Luisa Stefani      |

| Veronika Kudermetova  |
| Bethanie Mattek-Sands |

| Aljaksandra Sasnovitj |
| Galina Voskobojeva    |

| Veronika Kudermetova  |
| Bethanie Mattek-Sands |

| Chan Hao-Ching |
| Harriet Dart   |

| Alizé Cornet |
| Fiona Ferro  |

| Alizé Cornet |
| Fiona Ferro  |

| Veronika Kudermetova  |
| Bethanie Mattek-Sands |

| Caroline Garcia |
| Nadia Podoroska |

| Caroline Dolehide |
| Storm Sanders     |

| Irina-Camelia Begu |
| Andreea Mitu       |

| Irina-Camelia Begu |
| Andreea Mitu       |

| Lauren Davis |
| Ingrid Neel  |

| Caroline Dolehide |
| Storm Sanders     |

| Caroline Dolehide |
| Storm Sanders     |

| Samantha Stosur |
| Zhang Shuai     |

| Jasmine Paolini |
| Jil Teichmann   |

| Samantha Stosur |
| Zhang Shuai     |

| Viktória Kužmová |
| Arantxa Rus      |

| Miyu Kato          |
| Sabrina Santamaria |

| Miyu Kato          |
| Sabrina Santamaria |

| Samantha Stosur |
| Zhang Shuai     |

| Eri Hozumi      |
| Alicja Rosolska |

| Shuko Aoyama  |
| Ena Shibahara |

| Julia Lohoff     |
| Lidzija Marozava |

| Eri Hozumi      |
| Alicja Rosolska |

| Madison Brengle |
| Claire Liu      |

| Shuko Aoyama  |
| Ena Shibahara |

| Shuko Aoyama  |
| Ena Shibahara |

| Alexa Guarachi   |
| Desirae Krawczyk |

| Anna Danilina      |
| Jaroslava Sjvedova |

| Alexa Guarachi   |
| Desirae Krawczyk |

| M.C. Osorio Serrano  |
| Rosalie van der Hoek |

| Danka Kovinić    |
| Rebecca Peterson |

| Danka Kovinić    |
| Rebecca Peterson |

| Alexa Guarachi   |
| Desirae Krawczyk |

| Andrea Petkovic  |
| Ajla Tomljanović |

| Nadiia Kitjenok |
| Raluca Olaru    |

| Emina Bektas |
| Tara Moore   |

| Andrea Petkovic  |
| Ajla Tomljanović |

| Sania Mirza     |
| Coco Vandeweghe |

| Nadiia Kitjenok |
| Raluca Olaru    |

| Nadiia Kitjenok |
| Raluca Olaru    |

| Asia Muhammad  |
| Jessica Pegula |

| Ashlyn Krueger   |
| Robin Montgomery |

| Ashlyn Krueger   |
| Robin Montgomery |

| Christina McHale |
| Giuliana Olmos   |

| Leylah Fernandez |
| Erin Routliffe   |

| Leylah Fernandez |
| Erin Routliffe   |

| Leylah Fernandez |
| Erin Routliffe   |

| Monica Niculescu    |
| Elena-Gabriela Ruse |

| Monica Niculescu    |
| Elena-Gabriela Ruse |

| Polona Hercog        |
| Anastasija Sevastova |

| Monica Niculescu    |
| Elena-Gabriela Ruse |

| Magda Linette |
| Bernarda Pera |

| Magda Linette |
| Bernarda Pera |

| Barbora Krejčiková |
| Kateřina Siniaková |